# ریکاردو لیونه
ریکاردو لیونه (ایتالیایی: Riccardo Lione؛ زادهٔ ۱۳ آوریل ۱۹۷۲) بازیکن والیبال ساحلی اهل ایتالیا بود. وی در بازی‌های المپیک تابستانی ۲۰۰۸ شرکت کرده‌است.